# 토드 로
토드 로(Todd Lowe, 1977년 5월 10일 ~ )는 미국의 배우이다.

## 출연 작품

### 영화
- A Texas Funeral (1999)
- 노블리 (2000)
- 프린세스 다이어리 (2001)
- 데스 드라이브 (2007, Redline)
- 50 to 1 (2014)
- 리메인즈 (2016)

### 텔레비전
- 시티 레인져 (1997)
- 길모어 걸스 (2002-07)
- 위드아웃 어 트레이스 (2006)
- 트루 블러드 (2008-14)
- NCIS (2009)
- CSI: 마이애미 (2011)
- 번헤드 (2012)
- 크리미널 마인드 (2015)
- 더블 타겟 (2017)